# Феодоро
Феодо́рське князі́вство (грец. Θεοδόρο), також Го́тія: (грец. Γοτθία) — греко-готська монархічна держава на півострові Крим у XIV—XV століттях. Розташовувалася на південному заході Кримського півострова. Площа території — близько 3 тис. км². Кількість населення — близько 150—200 тис. осіб. Мови — кримськоготська, грецька, кипчацька. До 2-ї половини XIV ст. терени князівства перебували у складі Золотої Орди. Очолювалася готським князем, що мав столицю у Феодоро (сучасний Мангуп). Точне походження правлячої династії невідоме. Була останнім притулком кримських готів. За першоджерелами відома з 1411 року, які згадують про володаря Олексія. До найбільших міст і замків входили Феодоро, Каламіта, Фуна, Сандик-Кая. Панівною релігією було візантійське православ'я; столиця князівства була центром Готської митрополії. Офіційною мовою княжого двору та Церкви була грецька. Мешканцями князівства були готи, греки, алани, черкеси, кримські татари, караїми. Підтримувала союзницькі відносини із Візантійською та Трапезундською імперією, Золотою Ордою і Кримським ханством Ворогувала із генуезцями Кафи, вела з ними війни 1422—1423 та 1433—1441 років за володіння південним узбережжям Криму та чорноморську торгівлю. Після падіння Константинополя (1453) і Трапезунда (1461) опинилося перед загрозою Османського поневолення. Контактувала із Молдавією та Московією. Завойована османськими турками в 1475 році, включена до складу Кафинського санджака. Останній князь Олександр потрапив у полон і був страчений у Стамбулі.

## Назва
- Го́тія (грец. Γοτθία, лат. Gothia) — коротка тогочасна назва.
- Феодо́ро, або Теодо́ро (грец. Θεοδόρο) — назва князівства за іменем столиці.
- Князівство міста Феодоро та Помор'я (грец. Αὐθεντία πόλεως Θεοδωροῦς καὶ παραθαλασσίας) — пізня назва князівства, з 1420-х років.
- Феодо́ро-Мангу́пське князі́вство — назва держави в історіографії.

## Географія
Феодорське князівство займала західну частину гірського Криму та смугу південного берега. Південною межею князівства до 1365 р. служило чорноморське узбережжя від Чембало (Балаклава) до фортеці Алустон (Алушта). Північна межа проходила по правому березі річки Бельбек, де служила форпостом князівства побудована біля входу в Бельбекську долину дозорна фортеця Сюйрень (Скиварин). Західною точкою князівства була фортеця Каламіта (Інкерман) з портом Авліта, розташована в гирлі річки Чорної при її впадінні у Північну бухту. Східна межа проходила в районі Великої Алушти, обмежуючись округом Кінсанус з дозорної фортецею-бургом Фуна (гр. Φουνα).

## Історія

Крим в XV ст.

### Передісторія
Засновники були нащадками готів що мігрували до Криму опісля поразки Вінітара від об'єднаного війська Баламира та антів близ Ераку, і подальшого занепаду остготської держави. Тривалий час існували як самобутній етнос. Їхнє князівство до пізнього середньовіччя мало назву «Готія», а вживання готської мови фіксувалося і у XVIII ст.
Кримська Готія (гр. Γοτθία, Готфія), саме так іменує готське князівство св. Іоанн Златоуст (347—407 р.), розташовувалася в існуючих кордонах на території на схід і північ від Сюмболона (Балаклава), доходячи до Сугдеї (Судак). Прокопій Кесарійський так писав про кримських готів «…Тут же, на цьому узбережжі є країна на ім'я Дорі, де з давніх часів живуть готи, які не пішли за Теодоріхом, що прямував до Італії». Назва Дорі походить від фортеці Дорос, яка була духовним центром Готії. Це місце відоме зараз як Мангуп. Але так його стали називати з кінця VII ст., коли фортецю захопили хозари. У IX ст. був укладений договір про розділ Криму: Херсон і південний берег Криму закріпилися за Візантією, а інша частина півострова — за Хазарією.
У 840 р. в Південно-Західному Криму з'явилася вільний від хазарського присутності територіально-адміністративне утворення — фема Клімату, пізніше носила назву фема Херсон, на чолі якої стояв стратиг, який призначається з Константинополя. Фема включала землі Кримської Готії. Основу населення феми становили нащадки готів і вільні візантійські селяни.

### Заснування
З поглибленням кризових явищ всередині Візантійської Імперії, а, особливо, з 1185 року, коли до влади в результаті перевороту прийшла династія Ангелів, в державі посилюються відцентрові рухи, в результаті яких, скоріш за все, володіння імперії у Північному Причорномор'ї де-факто почали керуватись не напряму імперським урядом, а намісником з Трапезунду. Посилення занепаду держави призвело до захоплення у 1204 р. Константинополя хрестоносцями Четвертого хрестового походу. Приблизно в цей же час (за декілька тижнів до падіння столиці Візантії) утворилась Трапезундська імперія, і її перший імператор Олексій I Великий Комнін проголосив контроль над володіннями колишньої феми Херсон, яка в новопроголошеній державі отримала назву Ператея, себто «заморська територія». Контроль за цією територією з боку уламку імперії був слабким, і це відбилося на титулі головного посадової особи, що іменувався в пізній період не стратигом, а дуксом (князем) (гр. δούξ). Керувати об'єднаною провінцією був поставлений Феодор II Гаврас, представник заможної трапезундської родини аристократів. Поступово, після поразок у війнах з іншим спадкоємцем Візантії Нікейською імперією та сельджуками Анатолії, наслідком яких стала втрата частини проголошених територій, серед яких і важливий морський порт Сіноп, через який здійснювалась комунікація з північними володіннями, Трапезундська імперія втратила можливість напряму керувати відірваними від основних земель територіями. Тому Феодор II, фактично став незалежним володарем цих земель, що і стало початком існування Феодоро як незалежної монархічної держави, яка керувалась династією Гаврасів.
У генуезьких документах назва звучить як Тедоро, Тодоро, Тедори тощо: ці форми походять від старої назви місця — Дорос, Дорі і злився з ним грецького визначеного артикля «то», (гр. τῷ). У своїх записках монах-францисканець Віллем Рубрук (1220—1293 р.), який відвідав Крим у 1253 р., пише про готів: «… між Херсоном і Солдайєю існує сорок замків і майже кожен з них має особливу мову, серед них багато готів, мова яких німецька» («teutonicum»).
Одне з перших свідчень про Мангупське князівство відноситься до початку XIV ст. Руські літописи того часу повідомляють про шлюб великого князя Суздальського Костянтина Васильовича (1309—1355 р.) і візантійської княжни Ганни, дочки «…Василя, князя Мангупского». У другій половині XIV ст. літописи згадують вельми енергійного мангупського князя Дмитра, що загинув у 1362 р. в битві з литовцями при Синіх водах разом зі своїми кримськими союзниками — Хаджі-беком, намісником Кирк-Ера і Кутлу-бугою, намісником Солхата. Після загибелі Дмитра, князя Мангупського, хижі сусіди не забарилися скористатися тимчасовим безвладдям і виникла міжусобною боротьбою у гірському князівстві.
У 1345 р. Генуї вдається закріпитися в Чембало, що до цього належав князям Феодоро. У 1365 р. генуезці захопили 18 сіл округу Кінсанус, що входили до складу Готського князівства. Заповзятливі генуезці домовилися на взаємовигідних умовах про розподіл Криму зі своїм союзником — узурпатором Золотої Орди Мамаєм, що дозволило їм відтіснити готів в гори.
З 1387 р. знову придбана генуезцями територія була перетворена в Капітанство Готії (Capitaneatus Gotie), а її правитель став йменуватися капітаном Готії (capitaneus Gotie), і його резиденція розташовувалася в Кафі. Готією називали вузьку прибережну смугу від Балаклави до Судака, обмежену на півночі Яйлою — так звану «riparia marina Gotia».

### Олексій

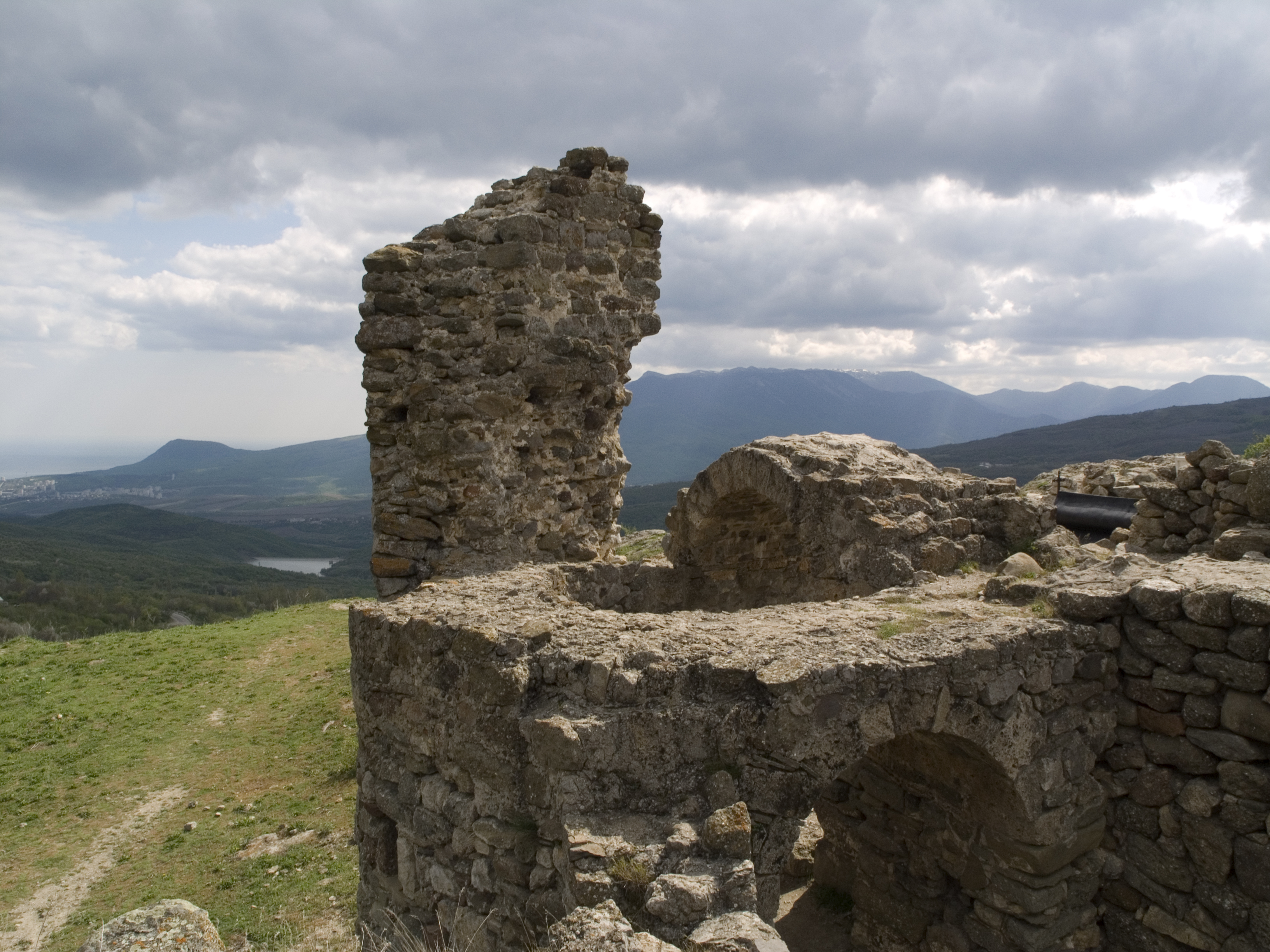
Руїни Фуни

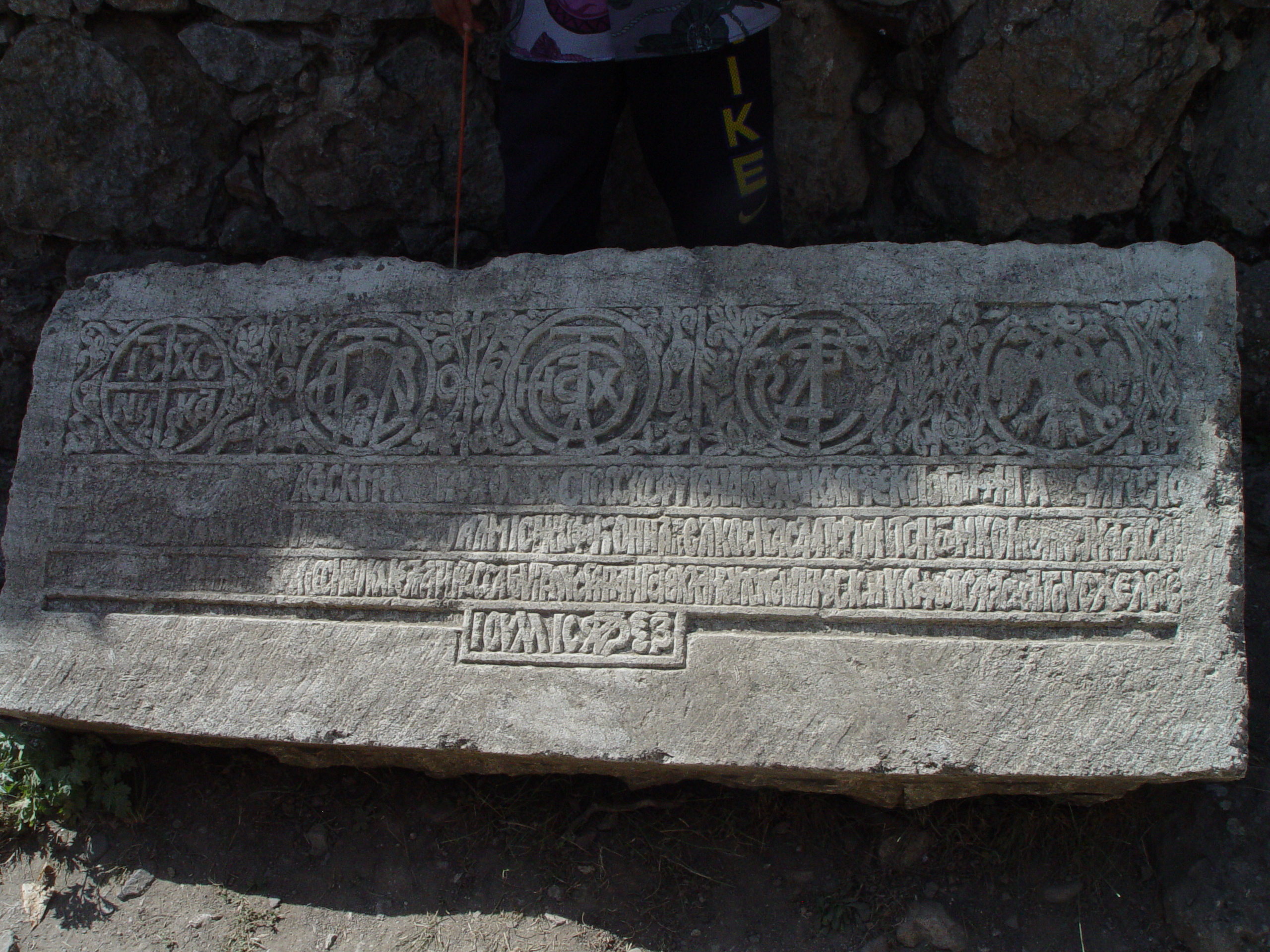
Монограми готських князів з Фуни

Першим по-справжньому відомим і достовірно встановленим правителем князівства Феодоро був Олексій I, який відкрито висунув претензії на територію узбережжя Капітанства Готія (між Канакою на сході і Форосом на заході) і консульство Чембало. З 1411 р. генуезці виплачували компенсацію за захоплені приморські міста. Такі виплати здійснювалися до 1422 р., але Олексій не вдовольнився цією оплатою.
У 1422 р. між Феодоро і Кафою почалася війна. Феодорити атакували міста і поселення, що перебували під контролем генуезців: Алустон (Алушта), Горзувіти (Гурзуф), Партеніт, які, так само як і Чембало, по кілька разів переходили з рук у руки.
Олексію потрібні були союзники, яких він і отримав в цей період в особі імператора Трапезунда Іоанна Великого Комніна і пізніше хана Хаджі Ґерая. Правлячі династії Феодоро і Трапезунда породичалися між собою. У 1425 р. старший син князя Олексія Іоанн одружився з Марією Палеологинею Асанинею Цамблаконинею. У 1429 р. Марія, дочка Олексія, вийшла заміж за Давида Великого Комніна, сина імператора Трапезунда Олексія IV Великого Комніна. Опинившись в близькоспорідненому зв'язку з константинопольськими Палеологами і трапезундськими Комнінами, готський князь прийняв герб імператорського дому Палеологів — двоголового орла, і став іменувати себе «володарем Феодоро і Параталасії (гр. αυθέντου πόλεως Θεοδώρους και παραθαλασσίας)».
У 1433 р. Олексій I знову захопив Чембало. В результаті військових дій Чембало з усією територією цього консульства — від селищ Кайту і Ласпі на сході до маяка на мисі Херсонес на заході — перейшли до Феодоро.
4 червня 1434 р. генуезька ескадра під командуванням «золотого лицаря» Карло Ломелліно підійшла до Балаклавської бухти. 10 червня 1434 р. фортеця Чембало була взята. Через кілька днів генуезцями була захоплена приморська фортеця Каламіта. Після здобутих перемог Карло Ломелліно попрямував до Каффи не морем, а по суші — вздовж південного берега Криму, грабуючи поселення, руйнуючи замки та укріплення місцевих феодалів і приводячи до послуху тих, хто намагався чинити опір. Проте 22 червня 1434 р. 8-тисячне генуезької військо було вщент розбите у Солхатській битві біля містечка Кастадзона військами Хаджі Ґерая і його союзниками феодоритами.

### Нащадки Олексія

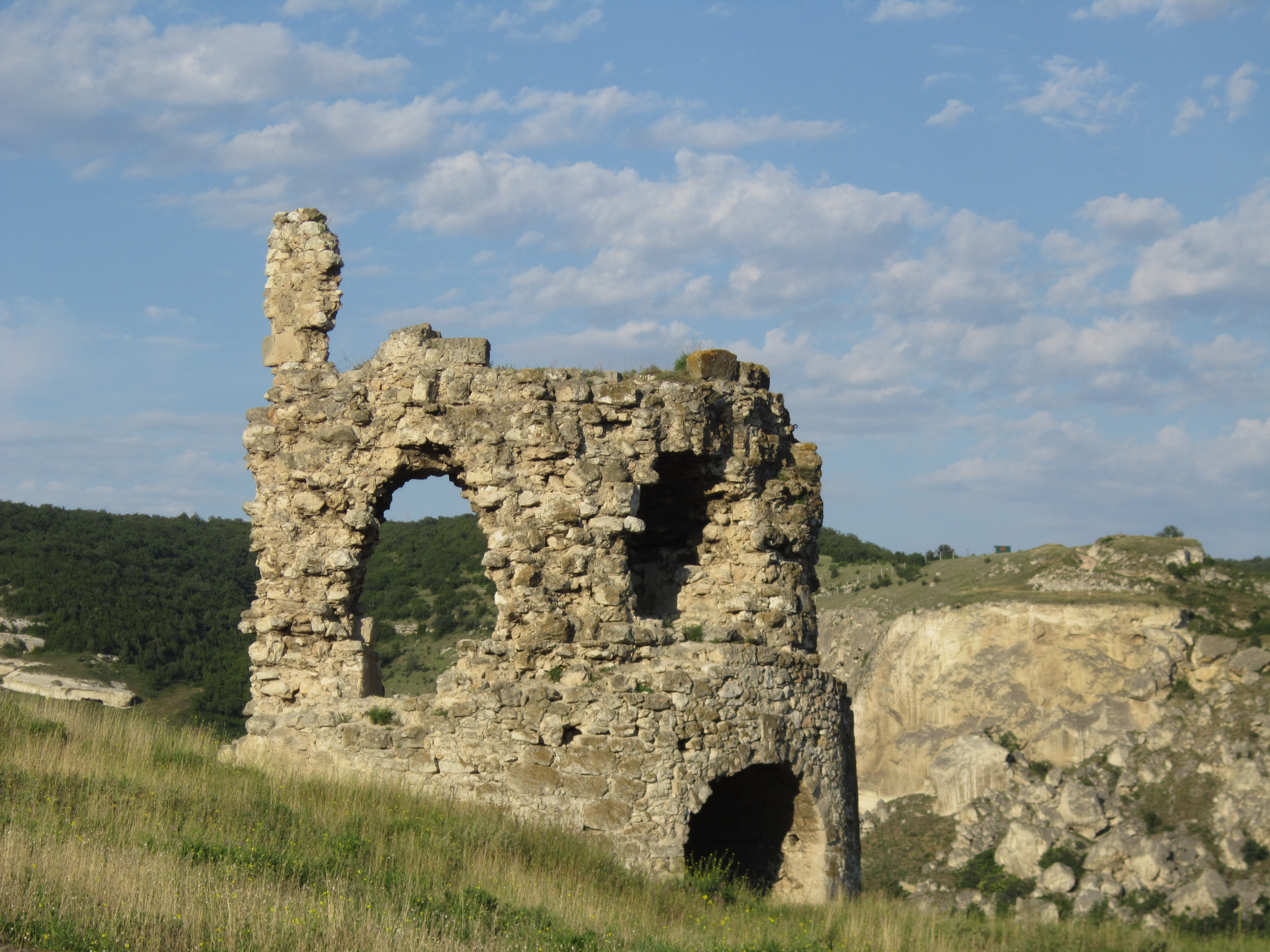
Руїни Каламіти.

Після загибелі князя Олексія I в 1446 р. правом успадкування престолу скористався його середній син Олубей (Мануїл), який княжив з 1447 з 1458 р. р. Олубей був офіційно проголошений князем Феодоро трапезундськими сановниками, які хотіли тим самим продемонструвати, що Готія залишається в залежності від імперії. Генуезький документ 1447 р. повідомляє про військової і дипломатичної демонстрації на підтримку Феодоро, які влаштували імператор і деспот Трапезунда — відповідно Іоанн IV Великий Комнін і його брат Давид, які з «…галерами і довгими кораблями» здійснили плавання в Готію і «…перебували там з Олубеем та іншими синами колишнього Олексія» — старшим Іоанном і молодшим Ісааком.
У 1450 р. 300 татарських вершників на чолі з синами хана допомогли князю Олубею поставити прапор Феодоро над стінами відбитій у Генуї Каламіти (Інкермана).
У 1458 р. Олубей відновлює фортецю Фуна поблизу Алушти і передає її разом з округом Кінсанус своєму синові Олександру.
Успішні для Феодоро війни за володіння південним берегом Криму призвели до того, що з 1460-х років генуезці знову визнають за панами Феодоро титул «панів Готії».
У 1460 р. в італійських джерелах згадується пан Готії по імені Кейхі-бей, що могло бути другим, як і у випадку з Олубеєм — Мануїлом, тюркським ім'ям Пана Феодоро.
У 1465 р. паном Готії стає брат Олубея Ісаак, іменований в італійських джерелах Саїк — «Saichus» або «Saicus», а в росіян «Ісайко», що княжив до 1475 р.
24 вересня 1472 р. дочка покійного князя Олубея і племінниця князя Саіка — княжна Марія Мангупська стала дружиною молдавського господаря Штефана Великого (1433—1504 р.) Марія Мангупська була родичкою болгарських царів Асеней і візантійських Палеологів (її тітка Марія Готська була в шлюбі з трапезундським імператором Давидом Великим Комніном, а, отже, і в спорідненні з Палеологами). Цей шлюб був дуже престижним для Штефана, який вважав себе наступником візантійських імператорів і розраховував на загальноєвропейське визнання.

### Османська загроза
З падінням Константинополя в 1453 р. Візантійська державність продовжувала існувати. До 1475 р. її легітимними наступниками були Трапезундська імперія Великих Комнінів, а пізніше князівство Феодоро, чиї правителі, будучи родичами Комнінів і Палеологів, прийняли титул «Автократора». Під час розкопок палацу «панів Готії» були виявлені дві чаші з написом HCAAK ΑΥΘω(Κρα)Τυ (Ісаак автократор). Титул автократора — самодержця вважався найвищим у «візантійському світі», його могли носити тільки імператори.
Але турецький султан Мехмет II Фатіх, захопивши Константинополь і Трапезунд, вже прийняв титул Кайсар-і Рум, дослівно «Цезар Риму» і не потребував конкурентів, готових очолити новий хрестовий похід.
На початку 1475 р. шурин Штефана Великого і син Олубея Олександр отримав звістку, що помер його дядько — Пан Феодоро Ісаак і престол зайняв його двоюрідний брат. Штефан Великий спорядив за свій рахунок корабель і надав 300 збройних молдован для експедиції, метою якої було усунення від влади сина Ісаака і заміна його на мангупському престолі сином Олубея (Мануїла) Олександром. Олександр виставив своєму кузену ультиматум, підкріпивши його вірчими грамотами від угорського короля Матяша Корвіна (1443—1490 рр.), після чого в червні 1475 р. зайняв мангупський престол.
У вересні 1475 р. османи, які захопили до того часу Кафу і приморські міста, підійшли до Мангупу і почали облогу з широким використанням артилерії. Велика частина жителів покинула Мангуп і розійшлася по навколишніх гірських селах, несучи з собою майно і забираючи господарську худобу. За стінами фортеці сховався трьохтисячний гарнізон, який складався з феодоритів, надісланих Штефаном молдавських воїнів і кримських татар поваленого братами хана Менглі Ґерая. У грудні 1475 р. фортеця була захоплена. Князь Олександр потрапив у полон, був відправлений до Стамбула де і був страчений.
Цікаве свідчення залишив турецький історик Дженнабі, який писав, що Гедик Ахмед-паша захопив у Мангупі «…кілька християнських князів у фортеці і відіслав в султанську Порту. І був між тими князями Менглі Ґерай-хан, відставний владика Дештський (араб. Дешт-і-Кипчак, Кипчакського степу). Його здолали брати його. Відняли у нього царство і примусили його зачинитися у фортеці Мангупській». Після падіння Мангупа Менглі Ґерай разом з двома братами був узятий турками в полон і відправлений до Стамбула.

### Під Османами
Після завоювання з колишніх земель князівства був утворений Мангупський кадилик (тур. kadılık — адміністративна одиниця Османської імперії), який входив до складу вілайєта (тур. vilâyet — провінція) з центром у Кафі (Феодосії). У кадилик Мангуп входили 3 міста (Мангуп, Інкерман, Балаклава) і 49 сіл.
У 1557—1564 рр. у Туреччині послом австрійського імператора Фердинанда I був барон де Бусбек (1522—1592 р.). Цей дипломат і письменник зустрічав у Стамбулі двох посланців готського населення Криму і мав з ними тривалі бесіди. Де Бусбек повідомляв, що готи — християни досі, хоча і оточені іновірцями. Найціннішим в повідомленні Бусбека є запис декількох десятків слів і пісні мовою його знайомих — готів. Він записав 68 слів і фраз з їх мови, наприклад: «alt» — «старий» (нім. «Alt»), «bruder» — «брат» (нім. «Bruder»), «schuuester» — «сестра» (нім. «Schwester»), «broe» — «хліб» (нім. «Brot»). Готський характер цих слів не викликає сумнівів. Коли де Бусбек попросив зустрінутого ним чоловіка порахувати по-готски, той почав: ita, tua, tria, fyder, fyuf, seis, seuene… (Зовсім як ми, фламандці", — зазначив де Бусбек).

## Державний устрій

### Князі
- 1360—1362 рр. Димитрій, Мангупський князь (Феодоро);
- 1362—1380 рр. Василь, князь Мангупський (Феодоро);
- 1391/1395—1411 рр. Стефан, Мангупський князь (Феодоро);
- 1411—1434 рр. Олексій I, князь  Феодоро;
- 1434—1444 рр. Іван, князь Феодоро;
- 1446—1458 рр. Олексій II, князь Феодоро;
- 1460—1465 рр. Кейхі-бей, князь  Феодоро;
- 1465—1474 рр. Ісак Гаврас, князь Феодоро;
- Січень — червень 1475 р. «Техур», син Ісака, князь Феодоро;
- Червень — грудень 1475 р. Александр, син Олубея, князь Феодоро

## Територіальний поділ
Князівство було поділене на 11 адміністративних округів і включала як власне домен (володіння князя) Феодоро: Бельбекську, Байдарську і Варнутську долини, Чембало, Каламіту, область Кинсанус, так і землі залежних готських і черкеських архонтів: Ескі-Кермен, Черкес-Кермен, Луста (Алушта). Крім того, на території князівства перебували самостійні генуезькі громади (в Алушті, Партеніті) і ряд великих церковно-феодальних володінь.

## Фортеці
Дозорні фортеці — «бурги» були зведені в VI ст.: на Монастирській скелі в гирлі Чорної річки — Каламіта; на скелі Куле-Бурун «Бельбекских воріт» — Сюйрень (Scivarin): на скельному виступі в межиріччі Альми і Бодрака — Альма-Кермен (Бакла), кастеллум Сиваг-Кермен біля хребта Узун-Сирт, недалеко від с. Верхньосадове. Опорні фортеці — «фруріони» були зведені в середині VI ст. в найближчому тилу «великих стін», на величезних плато столових гір-куест в Південно-Західному Криму. Нині вони відомі як Мангуп-Кале (Дорос), Ескі-Кермен і Тепе-Кермен. З VIII ст. у Криму почалося будівництво укріплених замків — «ісарів», що тюркською мовою означає «стіна, укріплення, замок». Більшість ісарів перебували між Алуштою і Ласпі, вздовж 70-кілометрової берегової смуги, але чимало їх було побудовано і для захисту внутрішніх доріг. Всі фортеці-ісари були побудовані дуже економно, зміцнення влаштовувалися в поєднанні з природними умовами і місцевим рельєфом.

## Населення

Емблеми князів Феодоро із надпису 1459 р., знайденого під час розкопок Фуни.

На території князівства у XV ст. крім його столиці міста Дорос (Мангуп) і фортеці Каламіта з портом Авліта, існувало приблизно 22-26 феодальних вотчин з їх замками і більш ніж з сотнею поселень сільського типу, одне абатство і 8 церковно-монастирських володінь. До 1475 р. на його території налічувалося до 30 тисяч будинків, а населення князівства досягало 200 тисяч жителів. Етнічний склад князівства Феодоро був представлений в основному нащадками готів, аланів, черкесів, караїмів, половців і візантійських колоністів. Державною релігією було православ'я. У VIII ст. у «місцевості Дорі» була утворена Готська єпархія Константинопольського патріархату. У ранньомодерному Криму давньогерманська мова ще використовувалася як літургійна мова (грец. Λειτουργία — богослужіння у церкві). Пізніше, в IX ст., літургії вже проводилися грецькою мовою. Розмовною мовою в князівстві була готська (гот. Guta razda), в той же час для міжнаціонального, культурного і релігійного спілкування широко використовувався грецька (грец. Ρωμαϊκή γλώσσα). Цим пояснюється присутність пам'яток писемності в основному грецькою мовою.